# سریشک
سریشک، آسفودل (نام علمی: Asphodelus) نام یک سرده از زیرخانواده علف‌درختان آسفودلویدآ است.